# Gil Baiano
José Gildásio Pereira de Matos, o Gil Baiano (Tucano, 3 de novembro de 1966) é um ex-futebolista brasileiro que atuava como lateral-direito.
Gil Baiano jogava primariamente na lateral direita, tornando-se conhecido pelo chute potente com o pé direito.

## Carreira
Se mudou para Campinas com oito anos de idade e chegou ao Guarani para integrar a categoria juvenil em 1985. Quando vislumbrava chance real para se fixar na equipe principal, entrou num pacote de negociações feito pelo Guarani com o Bragantino, que envolveu transferência de sete jogadores revelados pela base do clube, para, em troca, receber apenas o zagueiro Victo Hugo.
Pelo Bragantino, onde chegou aos 20 anos, viveu sua melhor fase, culminando com duas Bolas de Prata, em 1990 e 1991.
Nesta época, fez 7 jogos pela Seleção Brasileira e chegou a jogar ao lado de Pelé em jogo comemorativo.
Ele deixou o clube em 1993 e se transferiu para o Internacional.
Em setembro de 1993 chegou ao Palmeiras, onde ficou pouco mais de um ano e conquistou o Brasileiro de 1993 e do Paulista de 1994.
Em 1995, foi contratado pelo Paraná Clube.
Foi suspenso por seis meses em 1998 por seu exame anti-dopagem acusar a substância proibida femproporex.
Disputou o Paulistão de 1999 pelo Ituano.
Passou ainda por Vitória, Sporting (Portugal), Comercial de Ribeirão Preto e XV de Piracicaba.
Encerraria a carreira pela primeira vez em 2002, após sua terceira passagem pelo Bragantino.
Porém, retomou a carreira de jogador em 2006, aos quarenta anos, após aceitar proposta do Ceilândia, clube do Distrito Federal, colocando termo à sua carreira definitivamente no ano seguinte.

## Seleção Brasileira
Com a Seleção Brasileira de Futebol, Gil esteve em campo por sete oportunidades entre 1990 e 1991.

## Títulos
Bragantino
- Campeonato Brasileiro de Futebol - Série B: 1989
- Campeonato Paulista: 1990[11]

Palmeiras
- Campeonato Paulista: 1994
- Campeonato Brasileiro: 1993[12]

### Prêmios individuais
- Bola de Prata da revista Placar: 1990, 1991